# Obora u Kaznějova
Obora u Kaznějova – przystanek kolejowy w Oborze, w kraju pilzneńskim, w Czechach. Położona jest na wysokości 450 m n.p.m.
Na przystanku istnieje możliwości zakupu biletu i rezerwacji miejsc. 

## Linie kolejowe
- 160 Plzeň - Žatec